# Armbrust

Armbrust mit Stahlbogen (Deutschland, 16. Jh.)

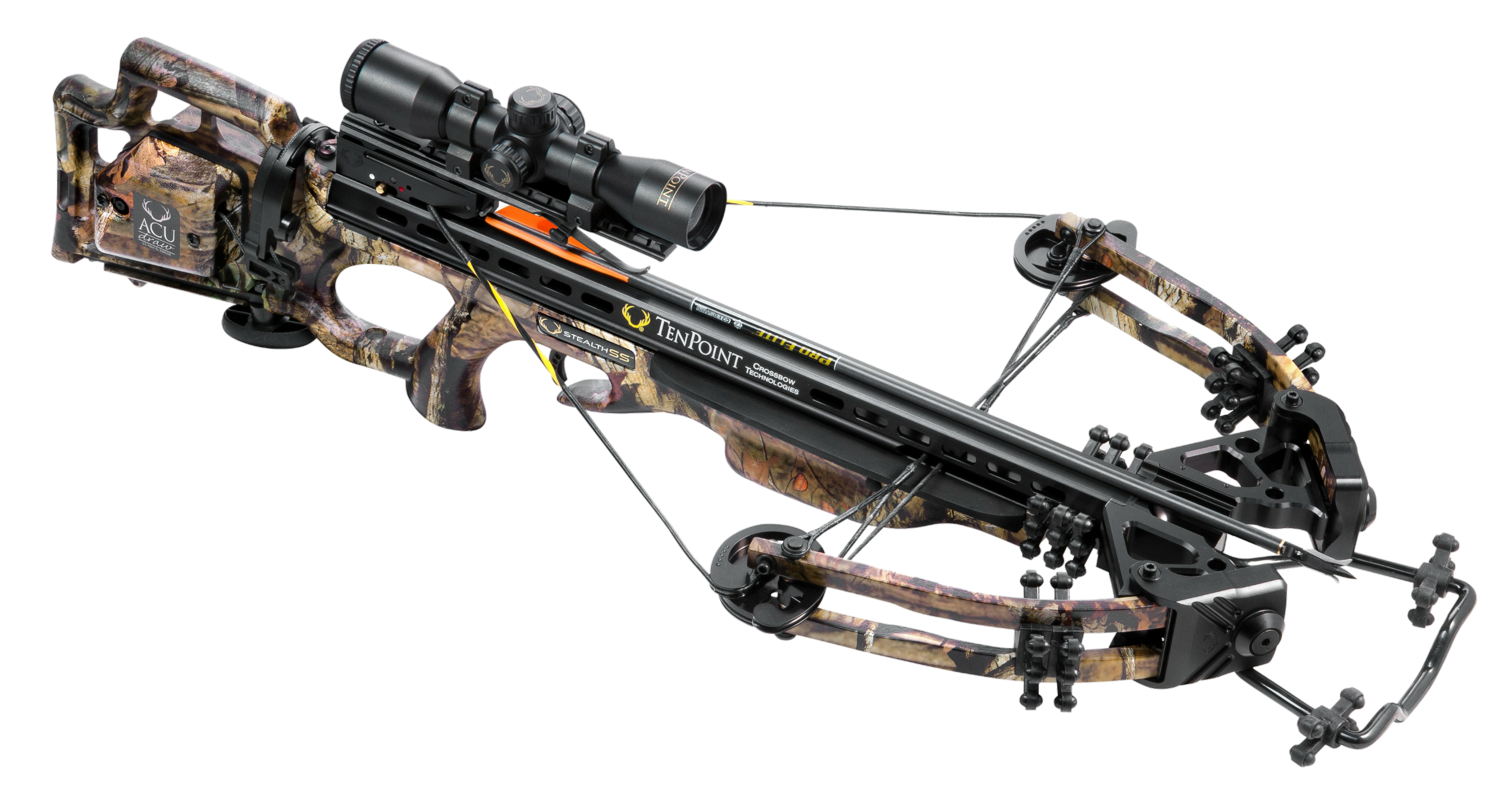
Jagdarmbrust der Marke TenPoint

Die Armbrust ist eine als Abschussvorrichtung für Bolzen, Pfeile oder Kugeln konzipierte Fernwaffe mit einem auf einer Mittelsäule montierten Bogen, dessen Sehne durch eine Rückhaltevorrichtung in gespannter Position gehalten und über einen Abzugsmechanismus ausgelöst werden kann.

## Etymologie
Das Wort „Armbrust“ geht auf lateinisch arcubalista („Bogenschleuder“, deutsch auch „Arcuballiste“) zurück, im Französischen arbalète. Im 17. Jahrhundert war noch das Wort „Balester“ verbreitet. Bei der Eindeutschung wurden die Wörter „Arm“ und mittelhochdeutsch berust/berost (neuhochdeutsch „Ausrüstung“ bzw. „Bewaffnung“) kombiniert (Verballhornung), woraus sich durch Verschleifung „Armbrust“ (regional auch „Armborst, Armst, Arbrost“) entwickelte, so dass durch die irrtümliche Herleitung von dem Körperteil Brust eine typische Volksetymologie entstehen konnte. Der Plural lautet „Armbrüste“, seltener „Armbruste“. Der Hersteller einer Armbrust war der Armbruster.

## Technik

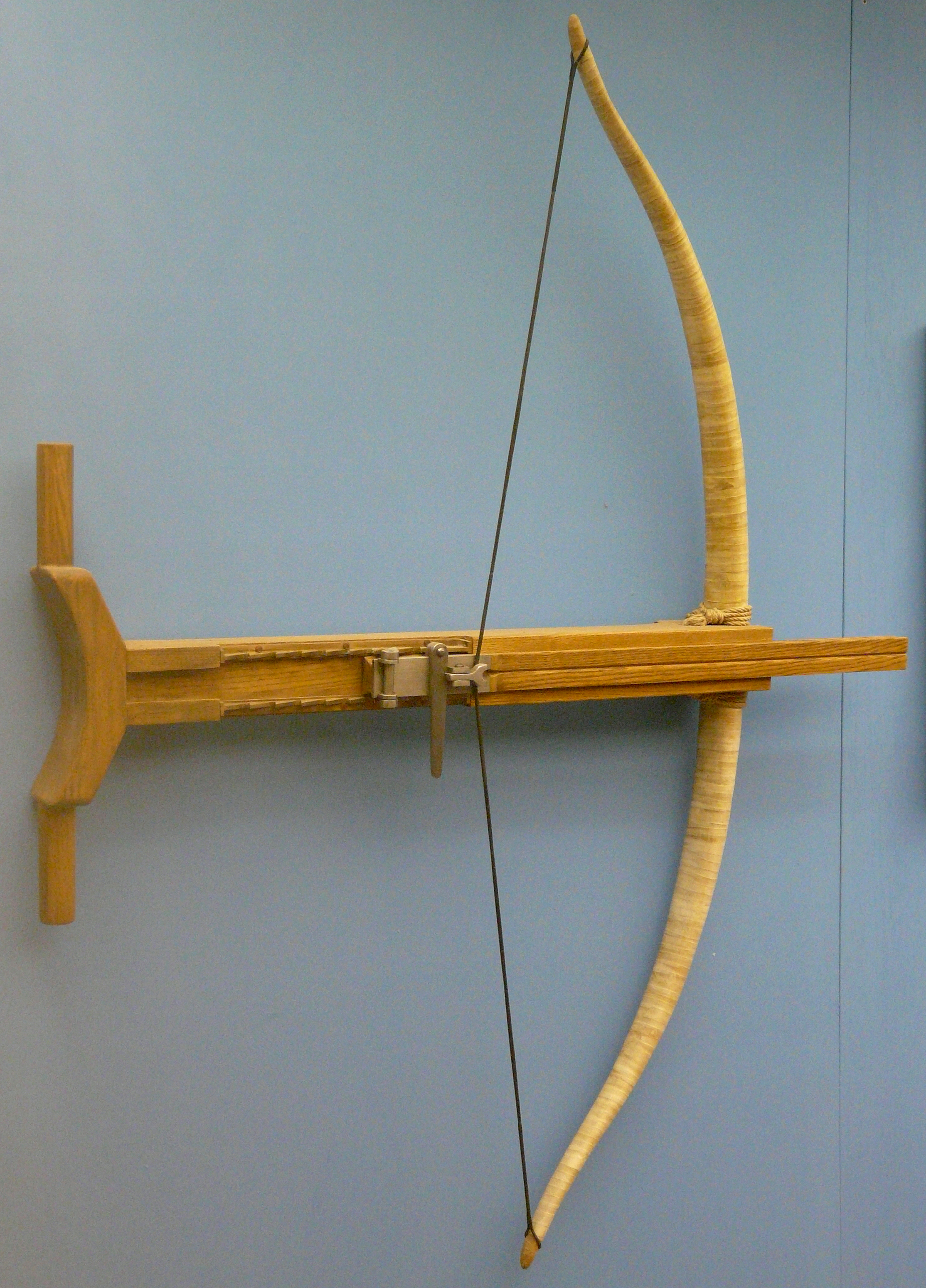
Der Gastraphetes, eine altgriechische Armbrust

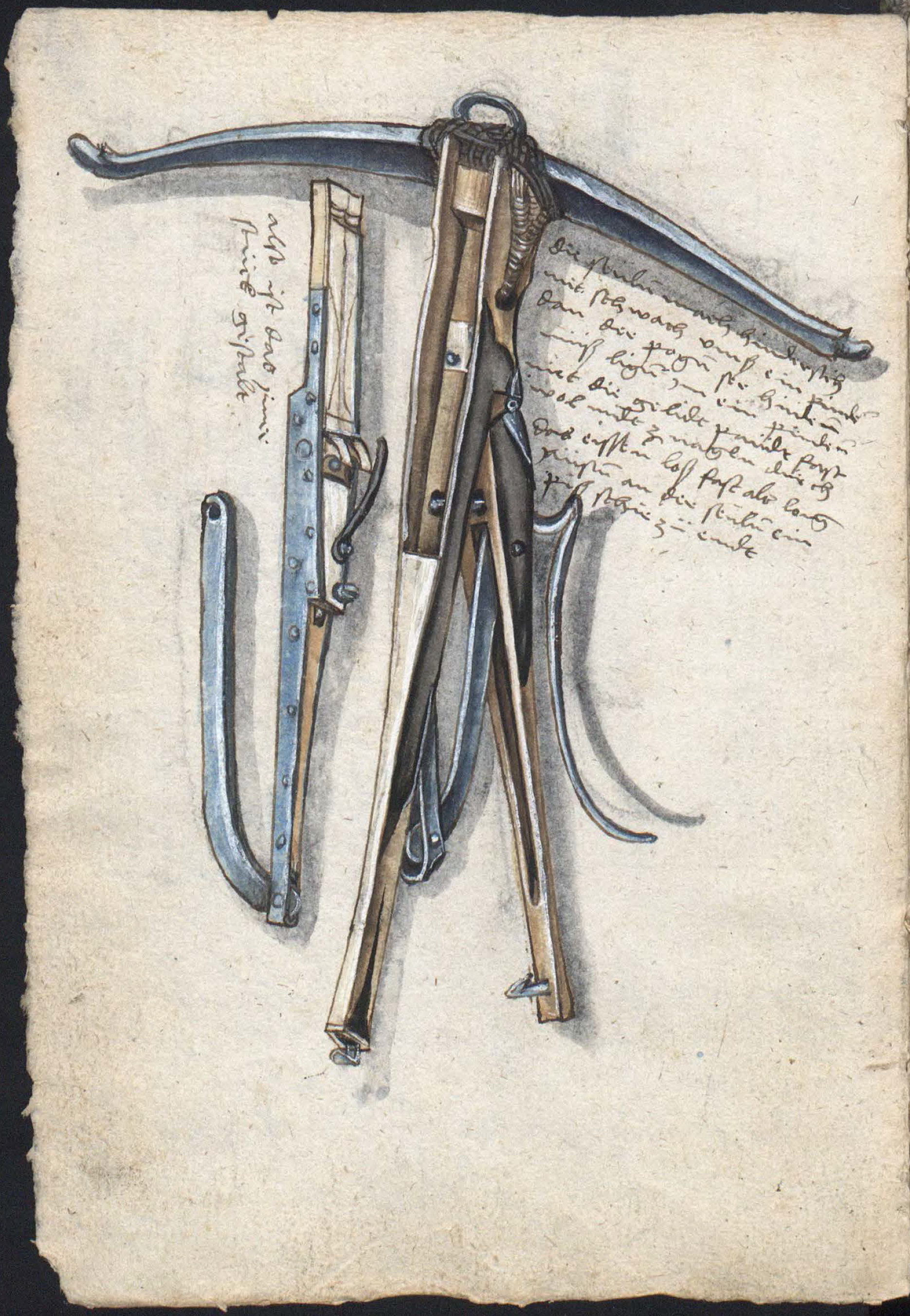
Repetierarmbrust aus dem Löffelholz-Codex von 1505

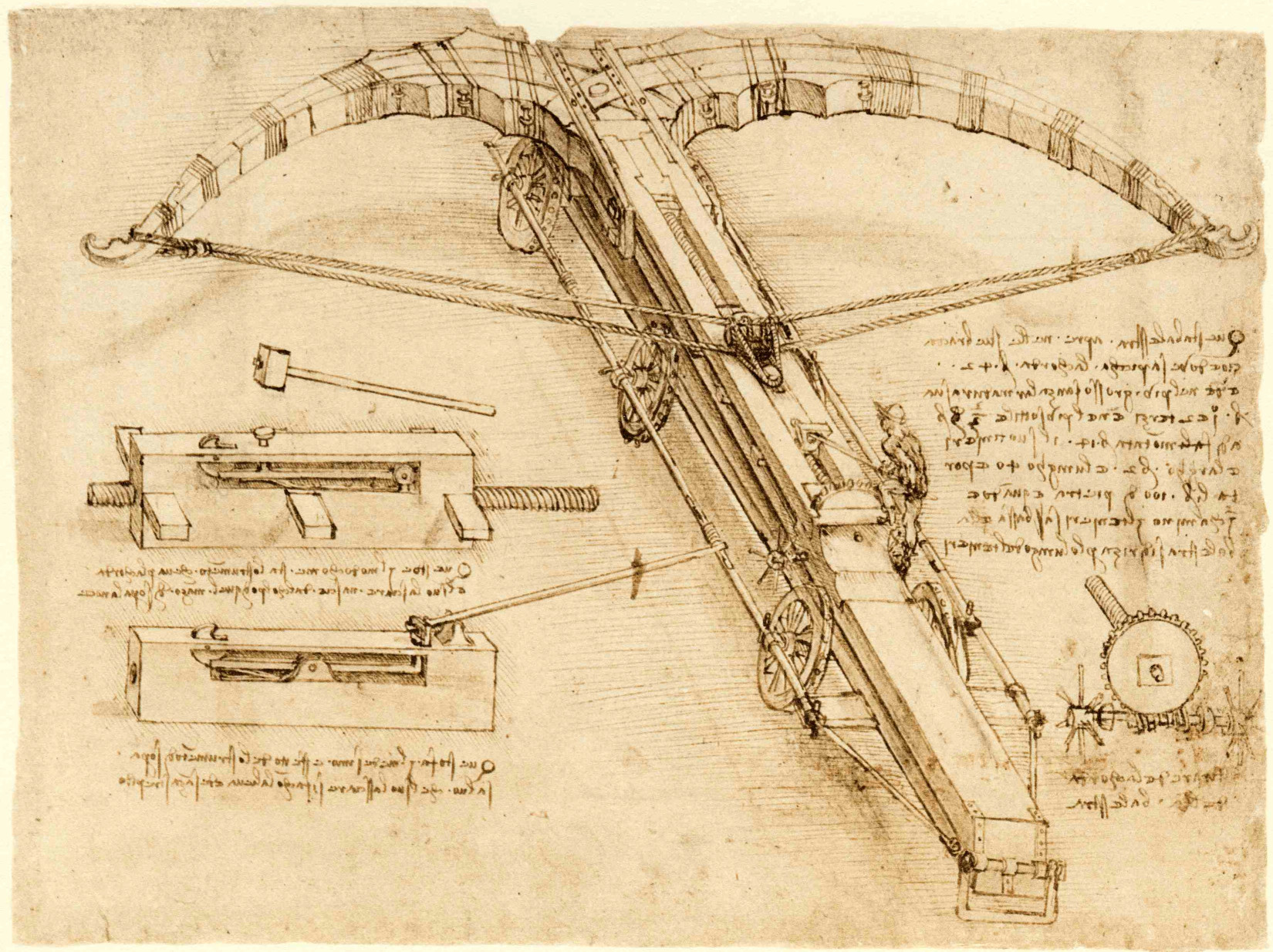
Skizze einer Riesen-Armbrust (Leonardo da Vinci)

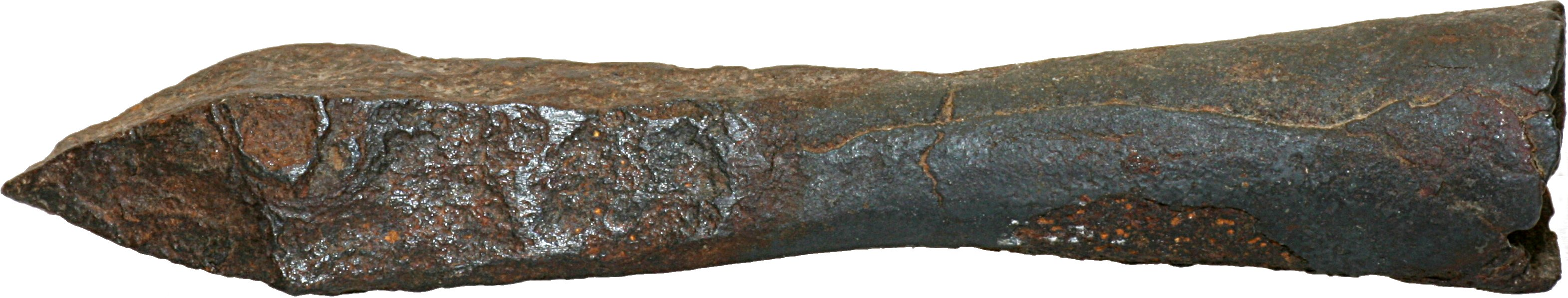
Spitze eines Armbrustbolzens aus dem 14. Jh.

Die Armbrust ist im Prinzip ein horizontal auf einer Mittelsäule montierter Bogen, der es dem Schützen durch eine Rückhaltevorrichtung für die Sehne ermöglicht, die Waffe ohne Anstrengung gespannt zu halten und dadurch lange und genau zu zielen. Durch geeignete Konstruktion (stärkere Bögen) kann die Armbrust erheblich mehr Energie speichern und auf ein Projektil übertragen, als es einem Bogenschützen durch bloße Armkraft möglich ist. Deshalb können keine langen, elastischen Holzpfeile verschossen werden, die unter den auftretenden Beschleunigungskräften zerbrechen würden, sondern kurze, steife Bolzen oder – seltener – Keramik- oder Steinkugeln zu Jagd- und Sportzwecken (mit einem kleinen Korb als Projektilaufnahme). Heute kommen bei Armbrüsten mit hoher Beschleunigung vorwiegend Pfeile aus modernen Werkstoffen wie Aluminium oder Carbon mit bis zu 55 cm (22 Zoll) Länge zum Einsatz.
Die Armbrust durchlief drei wesentliche Entwicklungsstufen:
1. Die Armbrust mit hölzernem Bogen (bevorzugt Eibenholz wegen dessen Elastizität) stellt die Urform dar. Sie wurde meist beidhändig gespannt, wobei das „Mündungsende“ der Waffe mit dem Fuß / den Füßen des Armbrustschützen in einer Art Steigbügel am Boden gehalten wurde. Spannhilfsmittel brauchten wegen der begrenzten Zugkraft nicht eingesetzt zu werden.
Stärkere Armbrüste wurden mit dem Spanngürtelhaken gespannt, einem eisernen Haken, der vorn an einem Leibgurt hing.
Zum Spannen des Bogens kniete sich der Schütze hin, um die Armbrustsehne in den Spannhaken zu legen, setzte dann seinen Fuß in den Steigbügel (Stegreif) und spannte die Armbrust beim Aufstehen oder er hakte den Spanngürtel im Stehen ein, setzte einen Fuß in den Bügel und trat die Armbrust zum Boden hinunter.

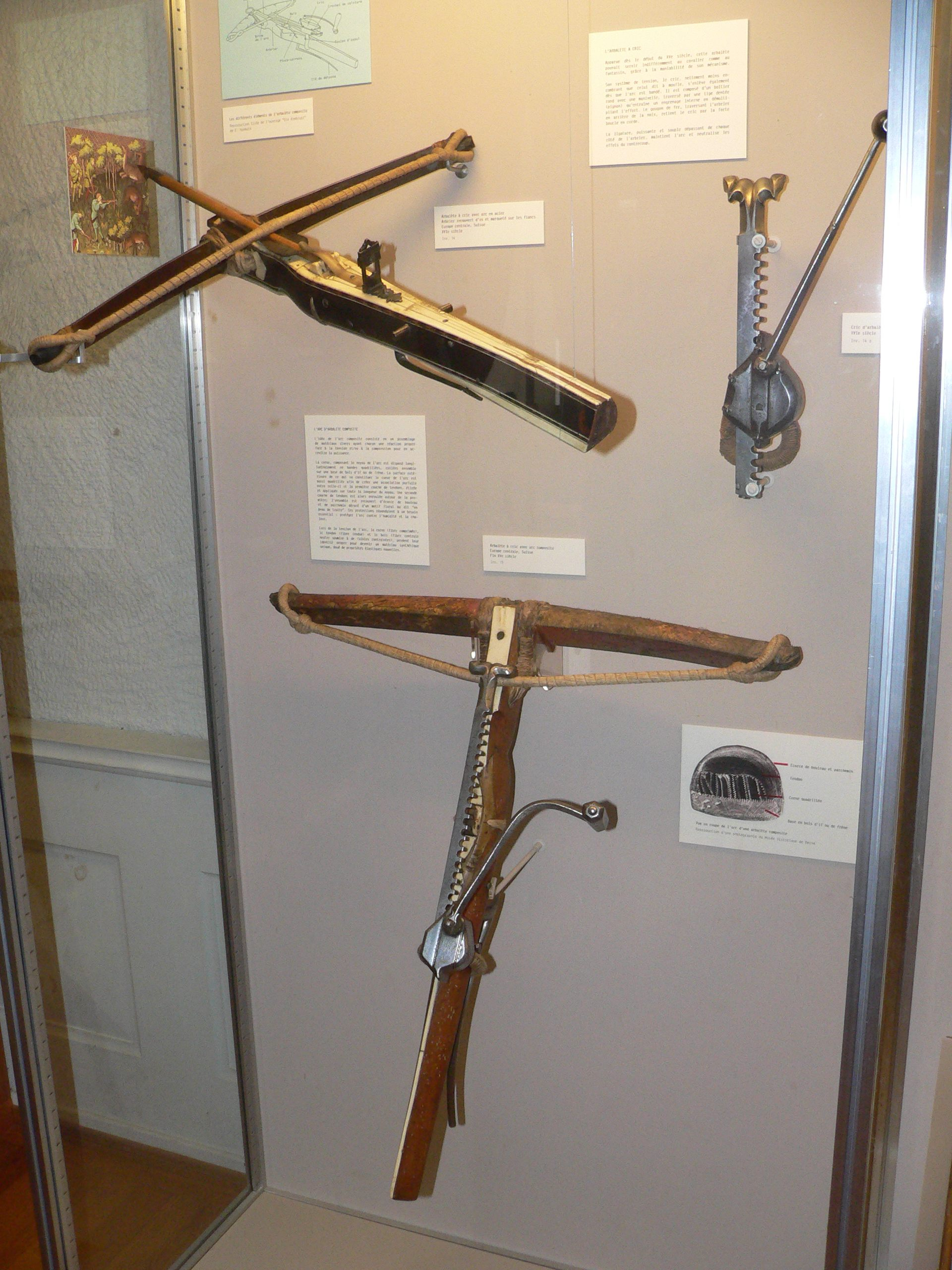
Zwei mittelalterliche Armbrüste mit Stahl- und Hornbogen

2. Die leistungsfähigere Form der Armbrust war mit einem Kompositbogen ausgestattet. Der Bogen war bei dieser Variante aus Schichten von Horn und Tiersehnen verleimt und bog sich ohne Bogensehne nach vorn (sog. Reflex). Diese Art von Bogen kam in Europa wahrscheinlich zu Ende des 12. Jahrhunderts durch Übernahme der Komposittechnik aus Byzanz oder Arabien in Gebrauch. Diese Art von Armbrust bedurfte wegen ihrer hohen Zugkraft meist einer Spannhilfe in Form von Flaschenzügen, Hebelkonstruktionen wie Geißfuß und Wippe, Winden oder Schrauben. Der Kompositbogen war sehr empfindlich gegen Feuchtigkeit. So soll es vorgekommen sein, dass sich derartige Konstruktionen in der Schlacht bei einsetzendem Regen auflösten. Eine Armbrust mit Kompositbogen ist im rechten Bild unten zu sehen (mit aufgesetzter Zahnradwinde), die Zeichnung rechts daneben ist ein Querschnitt durch einen solchen Bogen. Sie zeigt den Aufbau aus verzahnten Hornstäben/Platten und Sehnenbelag.
3. Die historisch leistungsfähigsten Formen der Armbrust, wie die Arbalest mit stählernem Bogen, kamen im 14. Jahrhundert auf. Sie war im Gegensatz zur Kompositbogenkonstruktion nicht mehr witterungsanfällig; zum Spannen mussten ebenfalls die o. a. Hilfen angewendet werden. Eine Armbrust mit Stahlbogen ist im rechten Bild oben zu sehen, rechts daneben eine Zahnrad-Spannwinde mit Kurbel.
Neben den tragbaren Armbrüsten für die Feldschlacht gab es auch größere, stationäre Geräte mit höherer Leistung, die auf Schiffen und zur Verteidigung von Burgen und Städten eingesetzt wurden wie die sogenannte Turmarmbrust oder Flaschenzugarmbrust, ähnlich der römischen Balliste, bei der allerdings die Torsionsspannung von verdrehten Faserbündeln genutzt wurde. Sie war zum Horizontalschuss bestimmt und hatte die typische Armbrustform. Man baute Turmarmbruste mit einer Länge von bis zu zehn Metern. Sie sind systematisch verwandt mit historischen Katapulten sowie neuzeitlichen Harpunensystemen und Geschützen (Lafetten, Panzer).
Eine schwere Armbrust arbeitet oftmals mit einer Winde oder Kurbel zum Aufziehen. Die englische Winde ist eine Art Flaschenzug, der auf der Säule der Armbrust angebracht ist. Die Sehne wird in die doppelten Spannhaken am oberen Radgehäuse eingelegt und durch beidhändiges Drehen der beiden auf einer Welle sitzenden Kurbeln über Seile gespannt. Die sogenannte deutsche Winde arbeitet mit einer Zahnstange anstelle von Seilen. Diese technische Neuerung tauchte im 14. Jahrhundert auf. Das Spannen erfordert wegen des Flaschenzugmechanismus etwa 40 Sekunden. Weil der Spannvorgang viel Zeit kostet, wurden solche Armbrüste vor allem zur Jagd oder für den Kampf aus festen Stellungen heraus, nicht jedoch in der offenen Feldschlacht verwendet. Die Armbrust mit Winde entwickelt einen nicht zu unterschätzenden Rückstoß. Die schwere Armbrust hat mit ihrer Abschusskraft von ca. 4 bis 8 Kilonewton eine enorme Durchschlagskraft, mit der auf einer Kampfentfernung von 50 bis 200 Metern ein Harnisch oder Helm mühelos durchschlagen werden kann.

## Geschichte

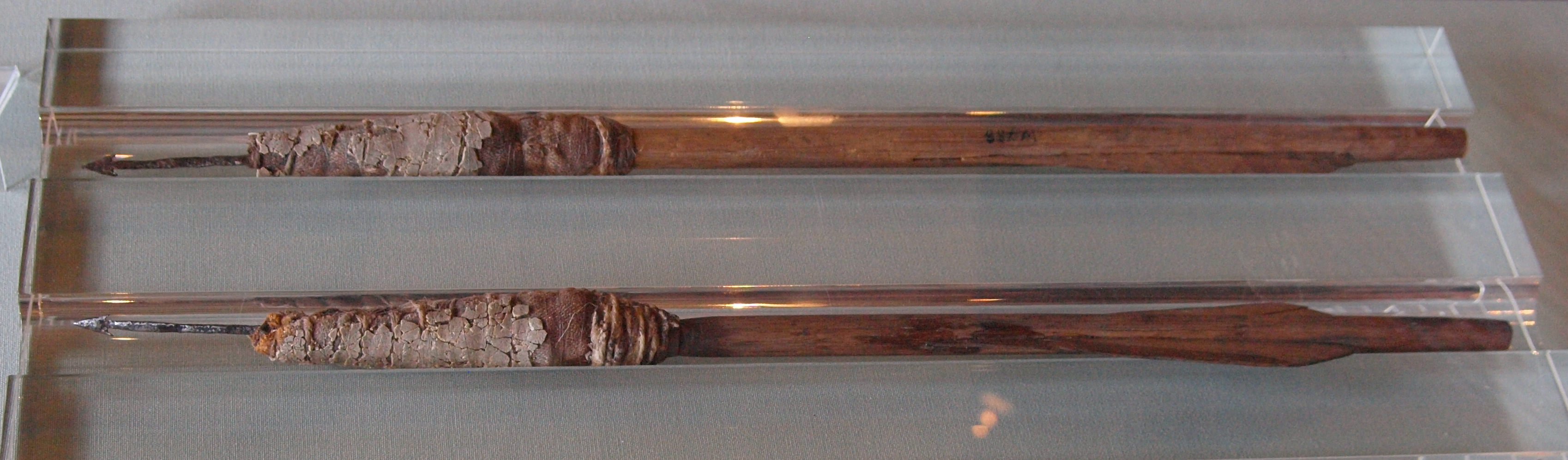
Zwei Brandpfeile (Bolzen) mit erhaltener Brandmischung aus dem 15. Jahrhundert.

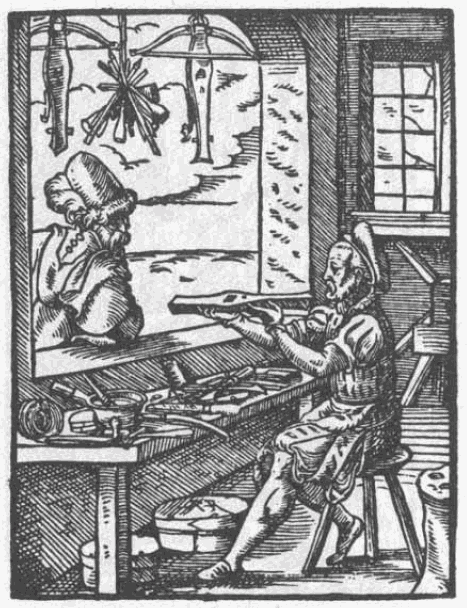
Armbrustherstellung (Pogner) um 1568

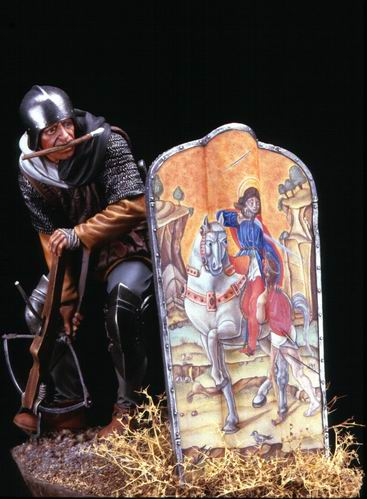
Modell eines ladenden Armbrustschützen hinter einer Pavese (Schutzwand)

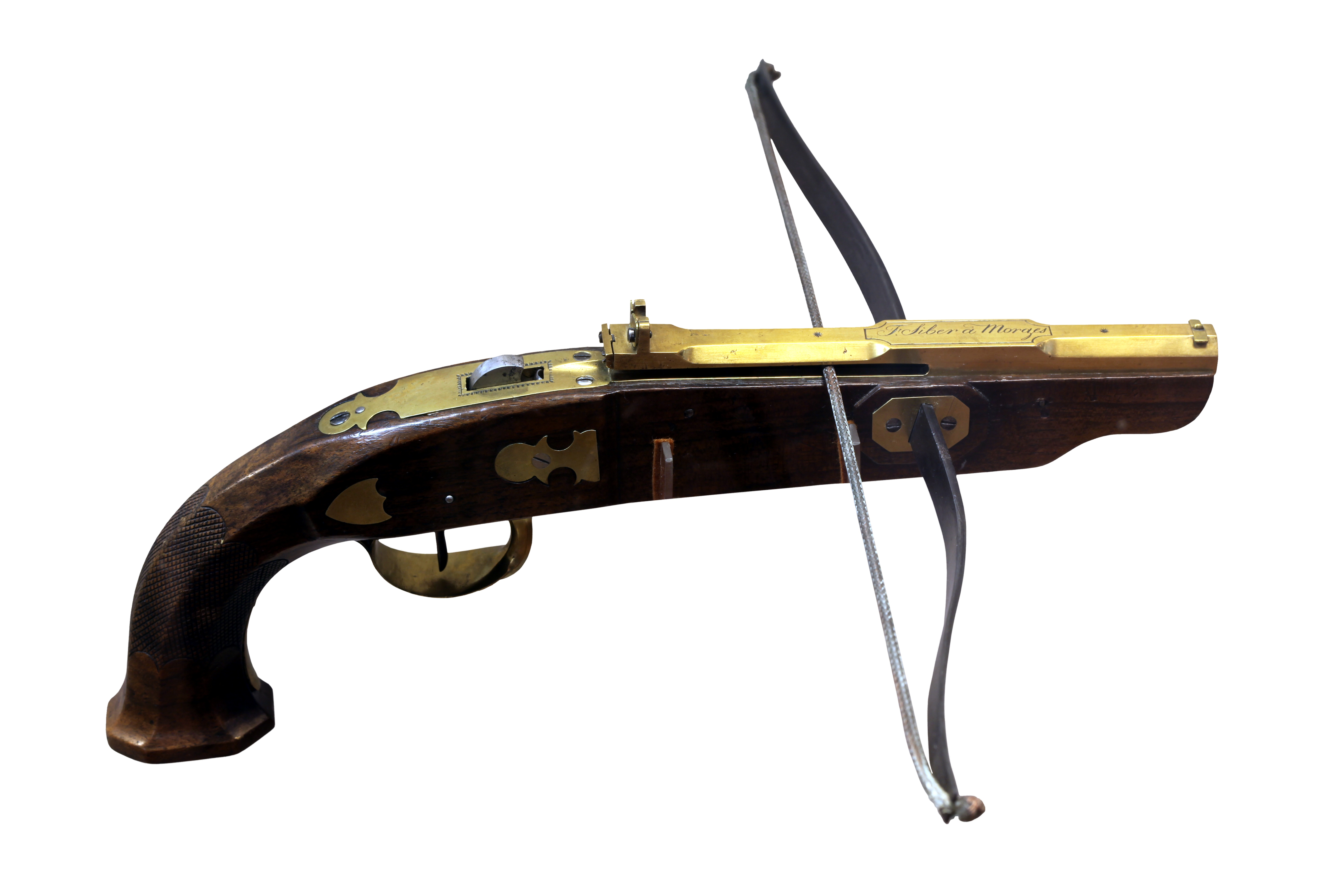
Pistolenarmbrust, frühes 19. Jahrh. Hersteller: Frédéric Siber, Morges, Waadtländisches Militärmuseum Morges.

### Antike
Im antiken Griechenland ist seit dem 5. Jahrhundert v. Chr. eine Urform der Armbrust bezeugt, der Gastraphetes. In Xanten am Niederrhein fanden Archäologen in einer Kiesgrube metallene Reste einer römischen Torsionsarmbrust aus der Zeit um Christi Geburt. Reste ähnlicher Waffen wurden bereits in Spanien und im Irak entdeckt. Ein militärischer Einsatz der Armbrust durch römische Soldaten ist daher wahrscheinlich. Die Römer nannten diese Waffen Ballistae. Römische Armbrüste mit Hornbogen sind auf den Reliefs von Solignac und Saint Marcel bei Le Puy zu sehen. Die Darstellung der letztgenannten wird auf das 1. Jahrhundert n. Chr. datiert. Beide Waffen haben einen kurzen Schaft. Die Sehne wurde (nach dem Relief von Solignac zu urteilen) im gespannten Zustand durch die sogenannte Nuss gehalten.
Frühe Formen von Armbrüsten finden sich auch in China, z. B. bei den Keramikfiguren des ersten Kaisers Qin Shihuangdi († 210 v. Chr.): Wehrbauern wurden bei drohender Invasion von Reitervölkern aus dem Nordwesten damit ausgerüstet, damit sie von der „10.000 Li“ (= „unendlich“) langen Großen Chinesischen Mauer den Ansturm der Reiterhorden abwehrten.

### Mittelalter
Spätestens den Normannen in Frankreich gelang es, die Armbrust zu einer kriegstauglichen Waffe in Europa weiterzuentwickeln. In der Schlacht von Hastings (1066) setzten die Normannen gegen die Angelsachsen Armbrüste ein. Der Teppich von Bayeux, der diese Schlacht und ihre Vorgeschichte darstellt, zeigt allerdings keine Armbrüste; deren Existenz wurde erst durch Ausgrabungen von Armbrustbolzen auf dem Schlachtfeld bekannt.
In Europa wurde die Verwendung von Bögen und Armbrüsten in Kämpfen zwischen Christen durch das Zweite Lateranische Konzil 1139 verboten, da sie wegen ihrer Reichweite und ihrer Durchschlagskraft gegen Rüstungen als unritterlich galten. Der Einsatz gegen Heiden, insbesondere gegen arabisch-islamische Gegner, blieb jedoch erlaubt. Diese moralische Ächtung war jedoch in der Kriegspraxis nicht durchsetzbar. Richard Löwenherz, ein bekannter Förderer der Armbrust, kam 1199 durch einen Armbrustbolzen zu Tode.
Die Kadenz war im Vergleich zu den im 13./14. Jahrhundert erfolgreicheren Langbögen aus England wesentlich langsamer (1 bis 2 pro Minute gegenüber max. 10 bis 12 beim Langbogen). Sie war daher weniger zur offenen Feldschlacht geeignet, sondern mehr als Scharfschützenwaffe für statische Belagerungskämpfe. Weiterhin war die Ausbildung des Schützen an der Armbrust einfacher und stellte weniger physische Ansprüche als die des Bogenschützen, so dass sie aufgrund aller Faktoren zur Hauptwaffe der Städter wurde. Aus dieser Tradition entstanden die Schützengilden (siehe auch Schützenbruderschaft) und regelmäßige Schützenwettbewerbe als Training und Leistungsprüfung für wehrhafte oder wehrpflichtige Bürger.

### Neuzeit
Im späten 15. Jahrhundert wurde mit der Arkebuse (Hakenbüchse) eine tragbare Feuerwaffe konzipiert, die sowohl den Bogen als auch die Armbrust als Kriegswaffe bis zur Mitte des 16. Jahrhunderts in großen Teilen Europas verdrängte (Gelegentlich wurde die Armbrust auch als „Arkebuse“ bezeichnet). Der Codex Atlanticus von Leonardo da Vinci, datiert zwischen 1478 und 1518, enthält noch Entwürfe einer gigantischen Armbrust. Als Jagdwaffe blieb sie weiterhin in Gebrauch. Sowohl die frühen Armbrüste als auch die jagdlichen Armbrüste, die ab dem 16. Jahrhundert parallel zu den Feuerwaffen mit Lunten-, Rad- und später Steinschloss Verwendung fanden, wiesen die typischen Wangenschäfte auf, die lediglich an die rechte Wange des Schützen gehalten wurden. Parallel zu den zeitgleich gefertigten Radschlossbüchsen nahm der Schaft, bei den Armbrüsten „Säule“ genannt, einen immer stärker ausgeprägten dreieckigen Querschnitt an, weil die Schaftwange immer körpergerechter ausgebildet wurde.
In China gab es als Variante eine Repetierarmbrust. Über der Schuss-Schiene war eine Führung mit Magazinkasten angebracht. Betätigt wurde die Armbrust mit einem Schwinghebel. Hebel vor: Sehne hängt sich in der Führung ein. Hebel zurück: Sehne wird gespannt und beim Erreichen des Endpunkts freigegeben, wobei sie einen Bolzen aus dem Magazin mitnimmt. Durch diesen Mechanismus wird zwar für Armbrüste eine hohe Kadenz (Schussfolge) erreicht, aber die Reichweite, Zielgenauigkeit und Durchschlagskraft ist gering. Deshalb wurde dieser Waffentyp vor allem zur Abwehr von Massenangriffen eingesetzt, dabei kamen teilweise vergiftete Bolzen zum Einsatz. Es ist belegt, dass derartige Waffen noch beim Boxeraufstand 1900 verwendet wurden.
Versionen der Armbrust sind die Balester sowie die Feuerarmbrust.
Mehrere Versionen historischer Armbrüste finden sich zum Beispiel im bayerischen Armeemuseum, Abteilung für Mittelalter, in Ingolstadt.

## Moderne Armbrüste
Moderne Feld- und Jagdarmbrüste (Ende 20. Jahrhundert) werden aus dem Schulteranschlag geschossen und haben Bögen aus mit Glas- und Kohlenstofffasern verstärktem Kunststoff. Sie werden auch sonst überwiegend aus Leichtmetallen und hochwertigen Kunststoffen gefertigt und sind daher relativ leicht und wetterunempfindlich. Auch bei den Bolzen kommen moderne Materialien zum Einsatz. Sie sind in der Regel länger als früher, weshalb hier inzwischen die Bezeichnung „Pfeil“ überwiegt. Durch Schraubgewinde lassen sich die Spitzen der Pfeile ohne aufwändiges Werkzeug je nach Bedarf schnell wechseln. So lassen sich beispielsweise die Spitzen durch Jagdspitzen austauschen. Durch den Einsatz von Recurve- und vor allem Compound-Bögen konnten die Leistungen moderner Armbrüste bei geringerem Zuggewicht wesentlich verbessert werden. Besonders der Compound-Bogen mit den Exzenterrollen macht es möglich, dass das höchste Zuggewicht am Anfang des Spannvorgangs liegt, was das Spannen körperlich sehr erleichtert und die Abzugmechanik entlastet. Gleichzeitig kann der Sehnenweg, auf dem der Pfeil beschleunigt wird, erheblich verlängert werden, ohne dass die Spannweite des Bogens, der schlagende Teil der Sehne und somit die Vibrationen bei der Schussabgabe und der Verschleiß zunehmen. Die Pfeilgeschwindigkeit wird dadurch und durch die höhere Geschwindigkeit der Sehnenbewegung ebenso erhöht wie die gesamte Präzision des Schusses. Außerdem lassen sich verschiedene Spannhilfen, die bei einigen Modellen eine Kurbel besitzen, anbringen. Viele moderne Modelle verfügen auch über Schnellverstellungen für die Visiereinrichtungen. Einzelnen Geräten ist es dank elektronischer Zielhilfe (Laserpointer), auswechselbarem (beispielsweise 7-Bolzen-)Magazin und einem einfachen, längeren Spannhebel möglich, in nur zehn Sekunden sieben Bolzen mit großer Präzision zu verschießen.

## Jagd

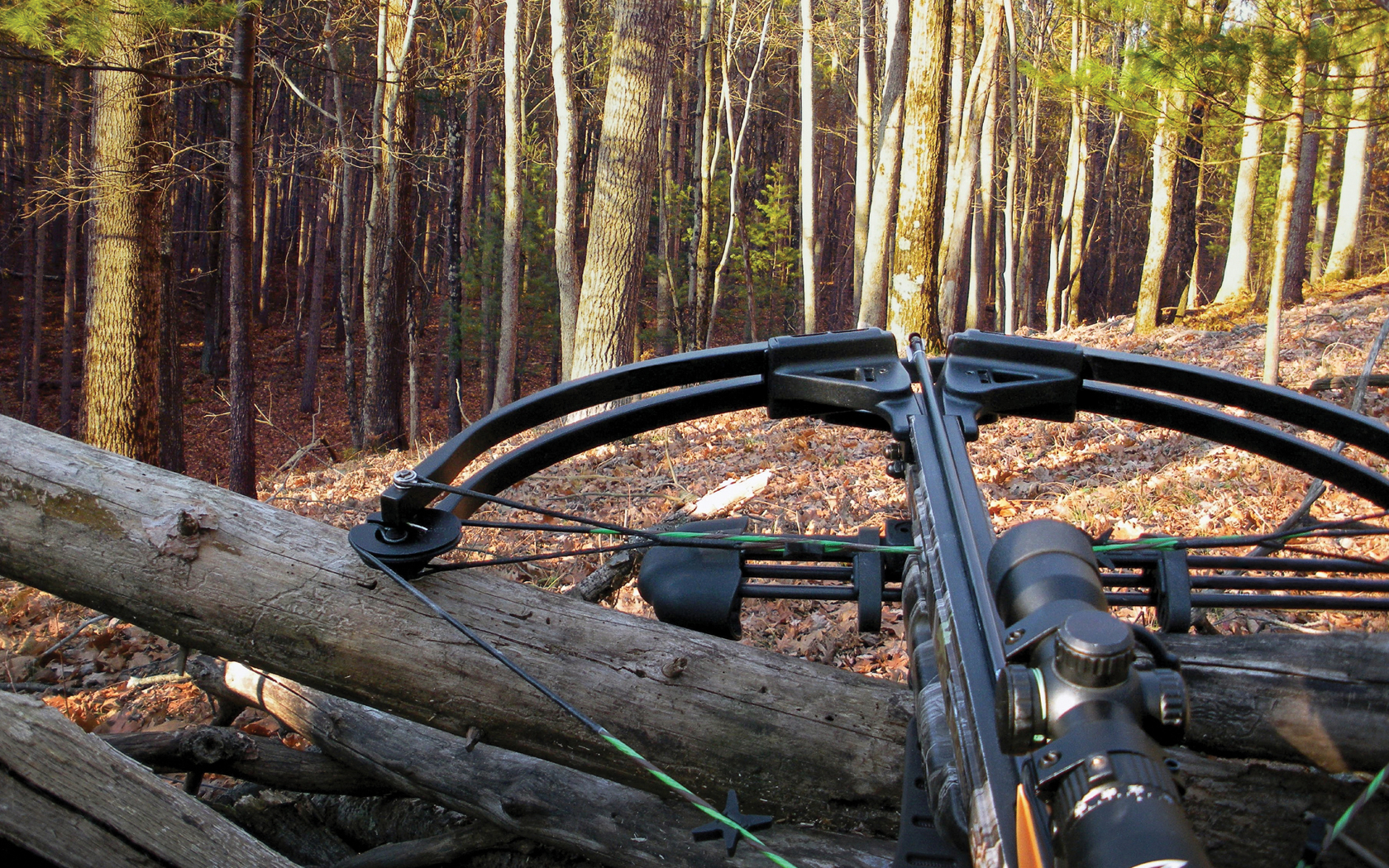
Moderne Jagdarmbrust

In einigen Jurisdiktionen, so beispielsweise in Kanada, Spanien, Südafrika, und zahlreichen US-Bundesstaaten, ist die Jagd mit der Armbrust legal und üblich. Armbrusthersteller (z. B. Excalibur, Horton oder Tenpoint) bieten hierfür spezielle Armbrüste und Pfeile an. Zum Fischen gibt es spezielle Harpunenpfeile. In Deutschland sind die Jagd und das Fischen mit Armbrust und Pfeil und Bogen in den meisten Bundesländern durch das Bundesjagdgesetz in Verbindung mit dem jeweiligen Landesjagdgesetz teilweise, d. h. auf Schalenwild, in einigen Bundesländern grundsätzlich verboten, Ausnahmegenehmigungen durch die zuständige Behörde sind allerdings nach den betreffenden Landesjagdgesetzen möglich. Die konkrete Handhabung dieser jagdgesetzlichen Regelungen und deren Verhältnis zur Anwendung des Tierschutzgesetzes sind jedoch gegenwärtig noch unklar.

## Schießsport

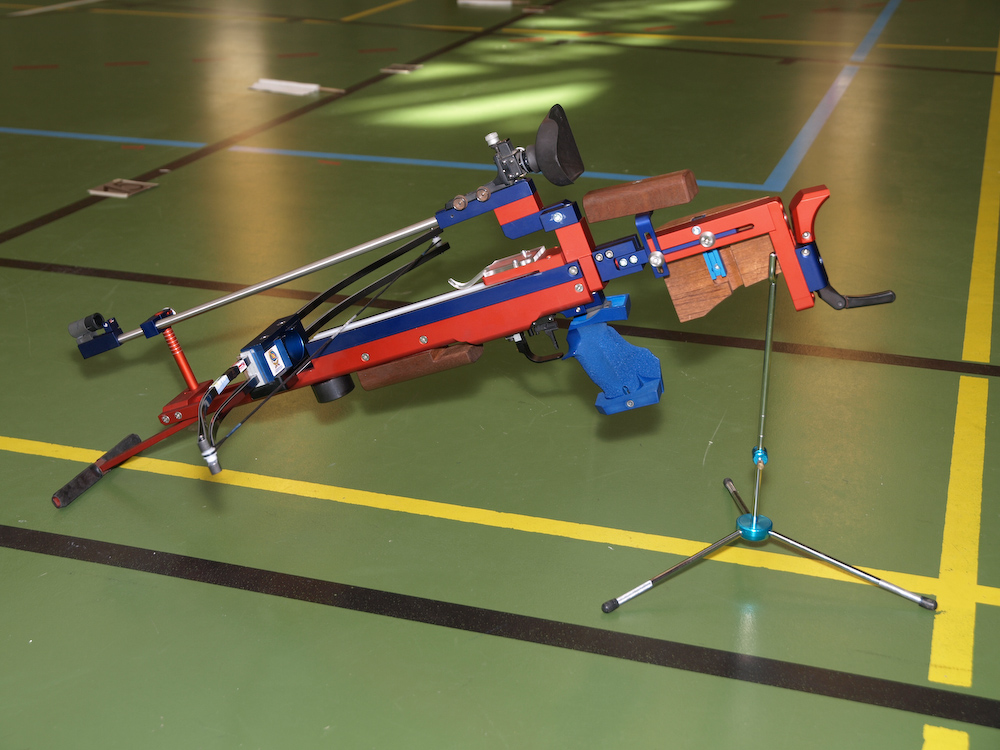
Feldarmbrust

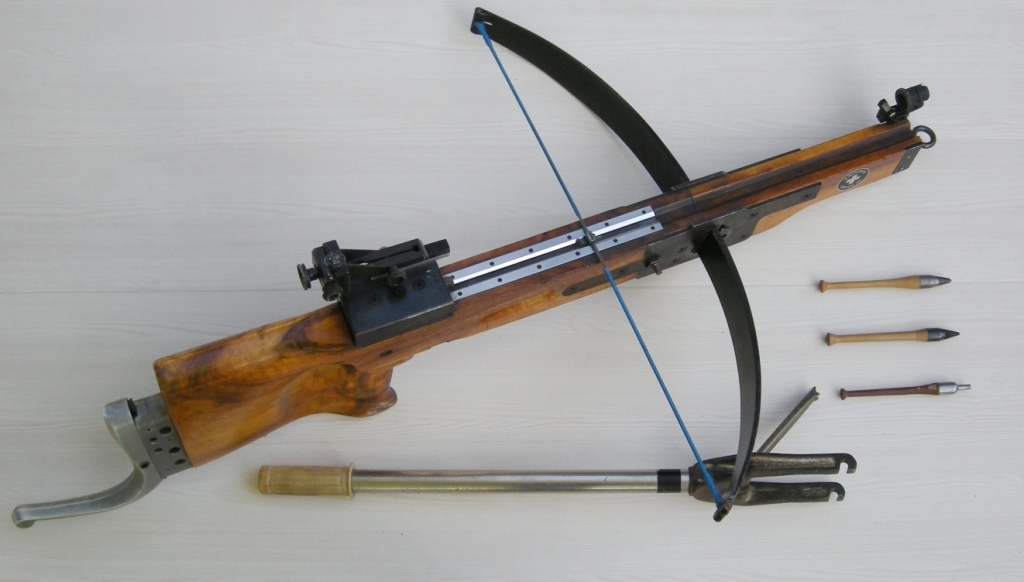
Schweizerische Matcharmbrust, ca. 1970, Spannhebel, Bolzen

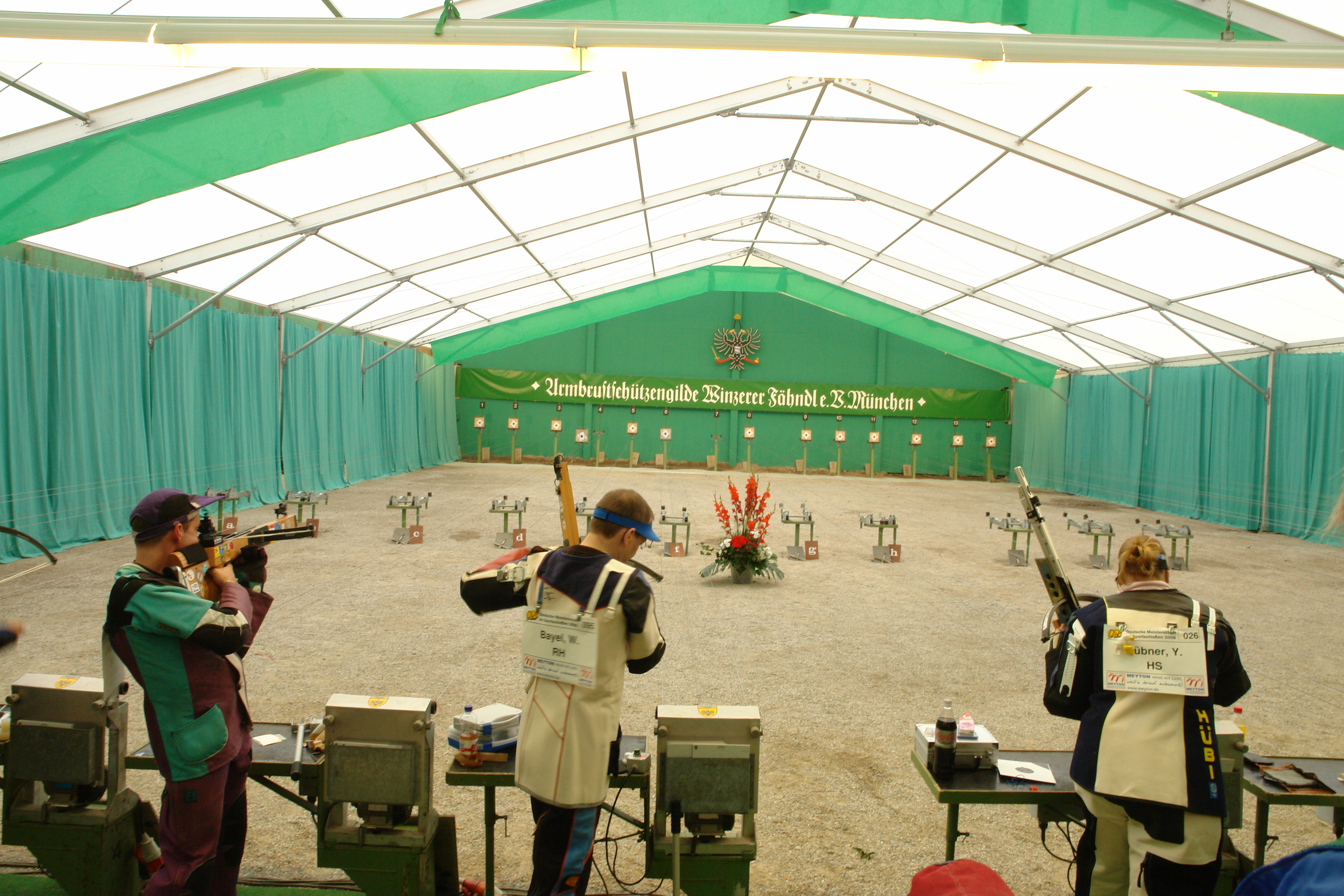
Schießstand auf dem Münchener Oktoberfest während der Deutschen Meisterschaft 2008, Armbrust 30 m nationale Scheibe

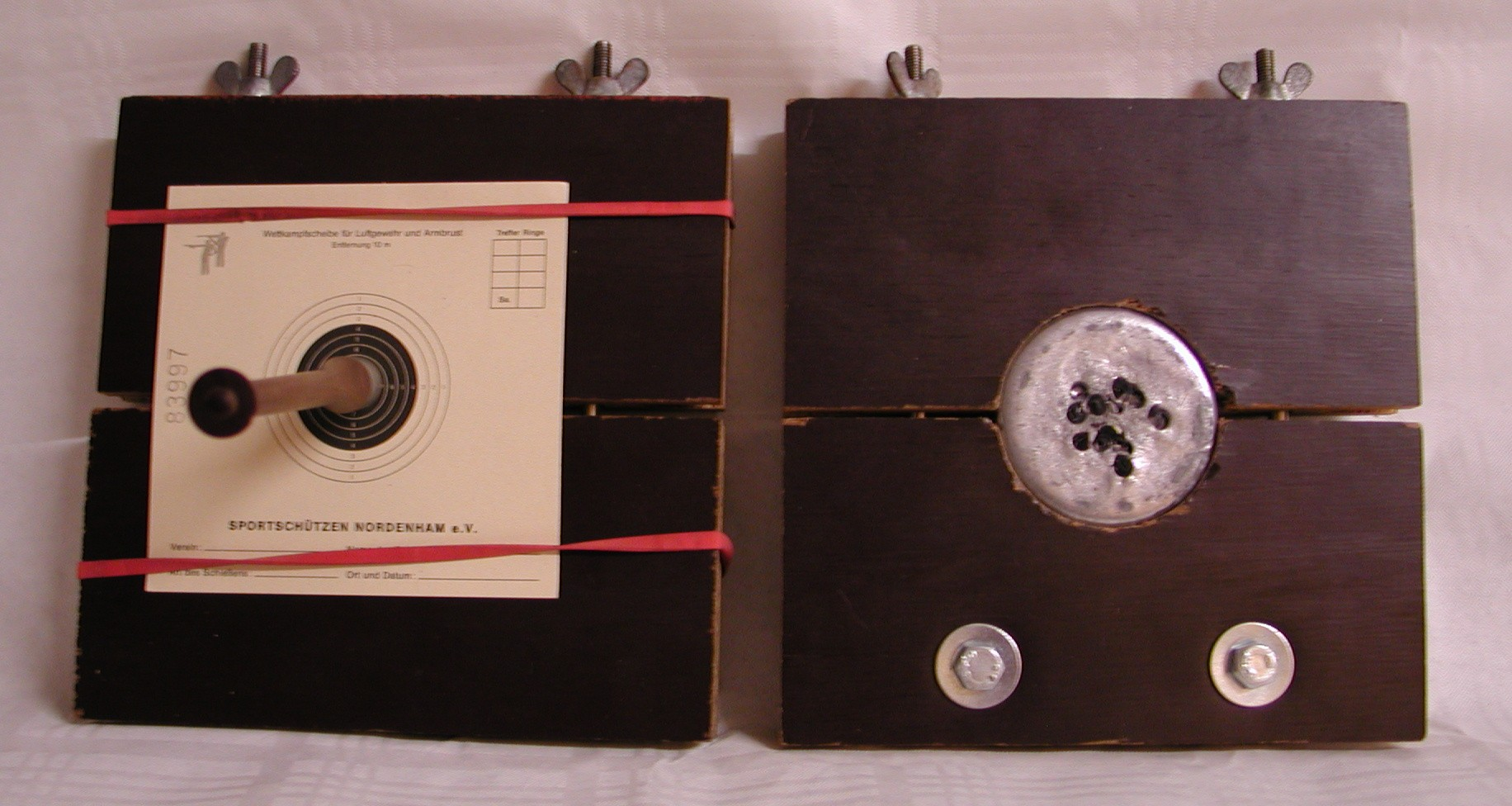
Scheibenhalter, links mit Schießscheibe und Bolzen, rechts der Bleikern im Halter nach dem Schießen

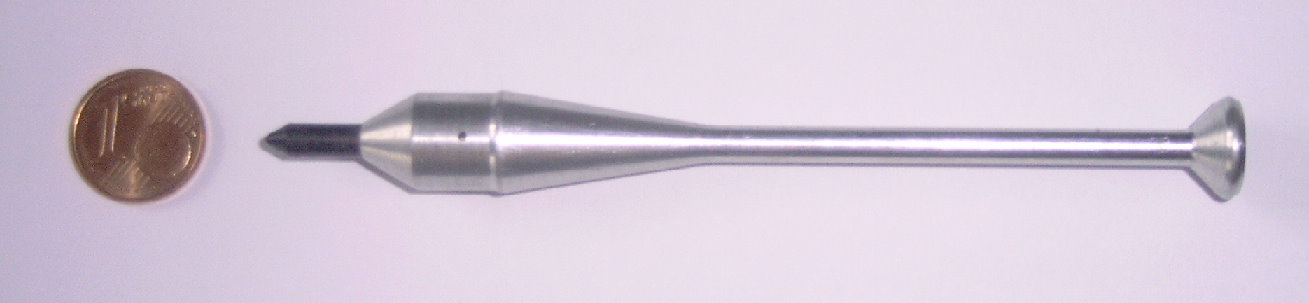
Moderner Armbrustbolzen

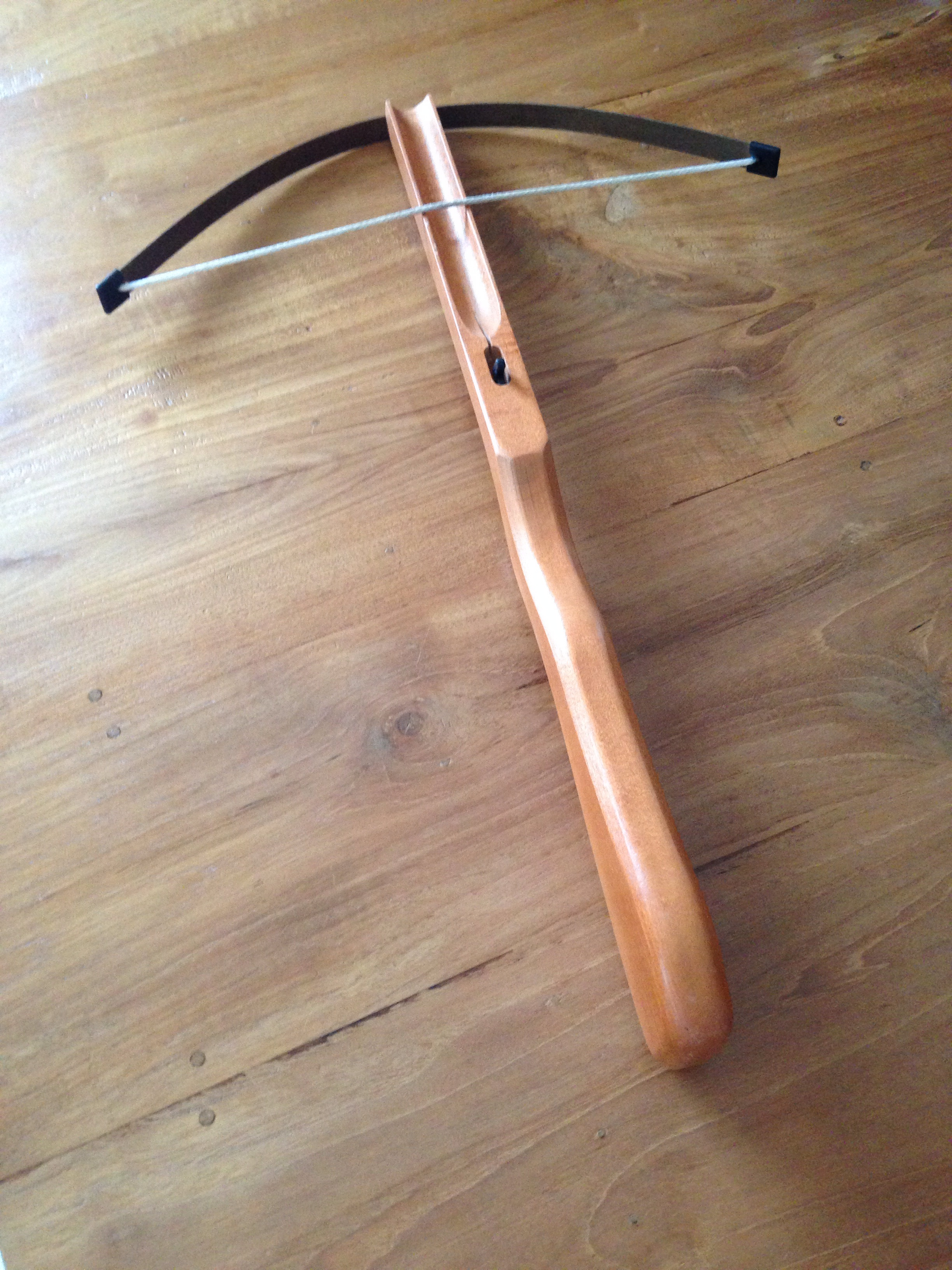
Armbrust aus Holz als Kinderspielzeug

Die Armbrust wird heute auch als Sportgerät bei Wettkämpfen nach der Sportordnung des Deutschen Schützenbunds, der Internationalen Armbrustschützen Union (IAU) und der World Crossbow Shooting Association (WCSA) beim Sportschießen verwendet. Sie wird nach IAU-Regeln auf Scheiben entweder auf 10 m stehend oder 30 m kniend und stehend in Schützenhäusern oder als „Feldarmbrust“ auf 35, 50 und 65 m geschossen. Es gibt auch eine Disziplin, bei der auf 100 m und mehr geschossen wird.
Bei der Disziplin „Armbrust 10 m“ wird auf Luftgewehrscheiben aus stärkerer Pappe geschossen, die auf einem Halter mit einem Bleikern befestigt werden. Die stärkere Pappe der Scheiben wird benötigt, da der Armbrustbolzen bei einfachen Luftgewehrscheiben oft das Schussloch ausreißt und damit die Auswertung erschwert. Der Bleikern liegt genau hinter dem 10er-Ringspiegel der Schießscheibe und fängt den Bolzen auf. Der Kern ist auswechselbar und wird in vielen Vereinen aus verbrauchter Luftgewehrmunition selbst gegossen. Das den Kern umgebende Holz ist zwar auch in der Lage, den Bolzen aufzuhalten, beginnt aber bereits nach wenigen Treffern zu zerbrechen. Zudem ist es schwerer, den Bolzen aus dem Holz zu lösen als aus dem Bleikern.
Die Disziplin „Armbrust 30 m international“ wird mit einer stärkeren Armbrust über eine Distanz von 30 Metern mit je 30 Schuss stehend und 30 Schuss kniend auf eine eigens für diese Disziplin vorgesehene Scheibe mit 10 Ringen geschossen.
„Feldarmbrust“ wird auf Scheiben wie beim Bogenschießen geschossen. Ein Wettkampf besteht aus zwei Wettkampftagen, an denen jeweils 90 Schuss abgegeben werden. Am ersten Tag werden je 30 Wettkampfschüsse auf eine Distanz von 65 Metern abgegeben, danach auf 50 Meter und 35 Meter. Am zweiten Tag wird in umgekehrter Reihenfolge geschossen, d. h. zunächst auf die 35 Meter, danach auf 50 Meter und zum Schluss auf 65 Meter. Die maximale Ringzahl beträgt 1800 Ringe.
Im Gegensatz zu den international praktizierten Disziplinen 10 Meter, 30 Meter und Feldarmbrust ist die Variante „Armbrust 30 m national-traditionell“ nur im deutschen Sprachraum üblich. Hier wird auf eine Scheibe mit nur 6 statt der sonst üblichen 10 Ringe geschossen, und ein Wettkampf hat auch nur 20 Schuss plus maximal 10 Probeschüsse. Die deutsche Meisterschaft „Armbrust 30 m national-traditionell“ findet auf dem Münchener Oktoberfest auf einem Schießstand im Armbrustschützenzelt statt, ein Wettkampf, der allein schon aufgrund der Geräuschkulisse anspruchsvoll ist.
Eine weitere Art des Armbrustsports wird u. a. im süddeutschen Raum ausgeübt. Hier wird mit der historischen Hocharmbrust (Vogelbaumarmbrust) geschossen, die heute in moderner Bauweise hergestellt wird. Die Ziele befinden sich dabei auf einer ca. 30 m hohen Stange, dem sogenannten Vogelbaum und man spricht auch vom Vogelschießen. Es sind entweder 18 sogenannte Plattl an Stangen in radialer Anordnung, der sogenannte Stern, oder ein aus teilweise verleimten oder genagelten Holzteilen zusammengesetzter Adler. Beim Schießen auf den Stern gilt es, die Plattl so zu treffen, dass sie herabfallen, da sie nur dann gewertet werden. Beim Adlerschießen ist das Ziel, aus dem Adler in anfangs vorgeschriebener Reihenfolge Holzteile abzuschießen, die nach dem Gewicht gewertet werden. Im Sternschießen wird parallel zum oben genannten national-traditionellen Scheibenschießen ebenfalls eine deutsche Meisterschaft ausgetragen. Das Adlerschießen ist Freundschafts- und Festschießen vorbehalten. Die Armbrüste werden mittels eines Spannhebels, des Spannbocks, oder einer hydraulischen Vorrichtung gespannt.
Armbrustschießen gilt als Präzisionssport.

## Sonstige Verwendung
Die Armbrust findet auch in heutiger Zeit noch diverse Anwendungsfälle, zum Beispiel in der Regenwaldforschung als Hilfsmittel zum Installieren von Kletterseilen über das Verschießen von dünnen Vorlaufschnüren. Dabei wird eine Fadenspule ähnlich wie bei einer Angelrute unterhalb des Bogens befestigt und das Schnurende am stumpfen Ende des Pfeils fixiert.
Eine ähnliche Vorgehensweise findet man auch heute noch bei der Erst- oder Wiedererrichtung von Hängebrücken sowie teilweise auch bei der Errichtung von Antennensystemen (z. B. für den Amateurfunk) unter Zuhilfenahme von natürlichen Gegebenheiten wie Bäumen.

## Rechtliche Situation

### Deutschland
Im waffenrechtlichen Sinn ist die Armbrust, im Gegensatz zum Bogen, Schusswaffen gleichgestellt. Jedoch gehört sie zu den freien Waffen: Erwerb, Besitz, Handel und Herstellung bedürfen somit keiner Erlaubnis. Zu den Schusswaffen gleichgestellten Gegenständen gehören solche „tragbaren Gegenstände, bei denen bestimmungsgemäß feste Körper gezielt verschossen werden, deren Antriebsenergie durch Muskelkraft eingebracht und durch eine Sperrvorrichtung gespeichert werden kann“. Ausgenommen sind Spielzeugarmbrüste, die eine Bewegungsenergie von 0,16 J/cm² nicht überschreiten.
Damit finden grundsätzlich alle für die Schusswaffen geltenden Regelungen auch auf die Armbrust Anwendung, dabei auch die Sicherheitsbestimmungen beim Schießen.
Das Schießen mit einer Armbrust ist als Umgang mit einer Waffe gem. § 1 Abs. 3 und § 2 Abs. 1 WaffG einzuordnen. Ein solcher Umgang mit Waffen ist grundsätzlich nur Personen gestattet, die das 18. Lebensjahr vollendet haben. Eine Ausnahme ergibt sich gem. § 27 Abs. 3 Nr. 2 WaffG für das Schießen auf Schießstätten unter Aufsicht ab einem Alter von 14 Jahren. Den unter 14-Jährigen ist ein Schießen mit Armbrüsten auch auf Schießstätten unter Aufsicht grundsätzlich nicht gestattet. Lediglich zur Förderung des Leistungssports kann die Behörde gem. § 27 Abs. 4 WaffG eine Ausnahmegenehmigung erteilen.

### Schweiz
Die Armbrust ist in der Schweiz nicht dem Waffengesetz unterstellt und gilt somit nicht als Waffe. WG (SR 514.54) Art. 4 a–g nennt die dem Gesetz unterstellten Waffen. Auch Absatz d „Schleudern“ findet auf die Armbrust keine Anwendung, da Schleudern in der zugehörigen Verordnung speziell definiert sind: WV (SR 514.541) Art. 8. Somit existiert auch kein Mindestalter für den Erwerb und das Schießen.
Die Verordnung über die Jagd (SR 922.01), Art. 2 f., verbietet den Einsatz der Armbrust zur Jagd.
In vielen Polizeiverordnungen, die auf Stufe der einzelnen Gemeinden erlassen werden, ist das Schießen mit der Armbrust nur auf „zu diesem Zweck besonders eingerichteten Anlagen“ erlaubt.